# Mamoea inornata
Mamoea inornata là một loài nhện trong họ Amphinectidae. Loài này phân bố ở New Zealand.